# Vie Durant
『Vie Durant』（ヴィ・デュラン）は、2003年7月15日にアニメイトTVで配信されたオリジナルSFアニメ。全8話。
同時にドラマCD化のメディアミックスがなされ、アニメイトが主催で出演声優によるイベントが積極的に行われていた、2005年夏に行われたイベント以来活動が休止されていたが、2009年末より原作を担当しているスタッフにより同人へシフトし現在も続いている。

## ストーリー
21世紀初頭、世界は“テンペスト”と呼ばれる世界大規模の大洪水により、人類の半分以上が死に絶え文明も後退した。その前後に人間と一緒に“吸血鬼”の存在が確認されるようになった、彼らは人間には無い「不老不死」の身体を持ち、やがて人間が吸血鬼を狩るようになった。しかし誰もが吸血鬼になれるわけではなく、吸血鬼の始祖であるファウストの血を受け継いだ者から吸血鬼になることは無く、また獣化して命を落とす者もいる。出来のいい吸血鬼は新しい名前を与えられ、それ以外の吸血鬼はまとめて「レザ」と呼ばれる。一方吸血鬼たちは何の為に自分が生まれたのか、その意味を探す為、そして吸血鬼の希望と呼ばれる「マザー」を探して旅を始める。

## 登場人物

### 楽団『Durant（デュラン）』
時影（jei）
声 - 松風雅也
主人公。吸血鬼たちが自分の正体を隠す為に結成した楽団『Durant（デュラン）』のリーダー。金髪に褐色の肌が特徴。仲間思いで友情にも熱い男、吸血鬼の始祖・ファウストの血を受け継いだ一人・ヴァイの血を唯一受け継いでいる。担当楽器はリラ。
瑛（ei）
声 - 高橋広樹
Durantのメンバー。最初にヴァイの子となった為、吸血鬼たちの長男的な役割も担う。性格は陽気でマイペース、更にプレイボーイ的な面もある。担当楽器はバイオリン。
傳英（di）
声 - 櫻井孝宏
Durantのメンバー。時影の参謀を務め、ヴァイからの信頼も厚い。傳英にしか知らない事柄も数多くある。茶髪にメガネが特徴。普段あまり表情を変えることが少ないが、時影が絡むと口調が変わることも…。担当楽器はチター（特殊シンセ）。
馨（kei）
声 - 笛木将也→同人版 - 豊永利行
Durantのメンバー。赤い髪が特徴。メンバーでは憂と仲が良い。良く言えば素直で負けず嫌い、悪く言えば頑固で融通が利かない性格でそこを瑛にいじられることも。担当楽器はビオラ。
衛夢（emu）
声 - 高城元気
Durantのメンバー。争い事を好まない優しい性格。しかし口下手で要領が悪い損な性格の為、憂と馨にからかわれることもある。しかし他のメンバーには無い意外と鋭い視点を持っている。担当楽器はホルン。
憂（you）
声 - 佐藤ミチル
Durantのメンバー。メンバーでは馨と仲が良く、よく二人で行動することも。馨と共に衛夢をいじることもよくあるが、本当は優しい性格の少年、弥衣のことが気になるようだが、優柔不断な面もある為、うまく伝わっていない。担当楽器はフルート。
弥衣（bi）
声 - 皆川純子
本来なら存在するはずの無い女性の吸血鬼でメンバーの紅一点。彼女自身にも謎が多く当人にも記憶がほとんど無い。人間に捧げられる為に、ヴァンピールに保護されていた所を時影達に助けられ、それ以降Durantのメンバーとなる、担当楽器はハープ。

### XOIC
弑（shii）
声 - 平川大輔
ヴァイの子の一人、生まれた経緯が時影達と違った為現在はヴァイの護衛を務めている。他の吸血鬼と違い視覚を持たないが、それを補う能力を持っている。
愛（ai）
声 - 鳥海浩輔
ヴァイの子の一人、弑・皇と共にヴァイの護衛を務める。女性的な華やかな容姿が特徴、明るく人懐っこい性格。Durantの中では傳英がお気に入り。
皇（ou）
声 - 神谷浩史
ヴァイの子の一人、弑・愛と共にヴァイの護衛を務める。性格は天真爛漫で子供っぽい。人が生きることと死ぬことに興味を示す、最も吸血鬼らしい吸血鬼。Durantの中では衛夢と長いこと一緒にいた為、衛夢がお気に入り。
罰（batsu）
声 - 風間勇刀
ヴァイの子の一人、ヴァイの護衛を務める。口数が少なく謎も多い。

### BASILISK
詩理吾（shilia）
声 - 緑川光
ヴァイの実の息子でその正体は人間と吸血鬼の間に生まれたヴァンピール、ヴァイのことから吸血鬼を憎み、吸血鬼を苦しめることを生きがいにしているDurantの天敵かつ宿敵、クールで残忍な性格。
榛守（harisu）
声 - 子安武人
詩理吾の双子の弟、常に詩理吾と共に行動する。詩理吾と同じく吸血鬼を憎み狩ることを生きがいにしている。好戦的な所以外は詩理吾と同じ。

### その他
鴉拔（enu）
声 - 立花慎之介
同人版より登場、ヴァイの館に住み、基本的に外の世界とヴァイ以外のことに興味を示さない。そのため基本的に他の吸血鬼の前に姿を見せることは無く、いつもヴァイの館で本を読み「真理」を探している哲学者のような存在。

### 始祖
ヴァイ
声 - 井上和彦
吸血鬼の始祖であるファウストの血を受け継いだ者の一人、彼に血を吸われることで吸血鬼が誕生する。美しい少年の血しか吸わないのが特徴、現在は人間が入り込めない場所に館を構えている。

## スタッフ
- 監督 - ネギシヒロシ
- プロデューサー - 菊池晃一
- 原作 - Durant Project
- 脚本 - 鴻野貴光
- キャラクターデザイン - 渡辺由香里
- 音楽 - 神津裕之
- 音響監督 - 郷田ほづみ
- アニメーション制作 - マリン・エンタテインメント、RADIX

## 各話リスト
1. 第一小節 生贄の羊
2. 第二小節 双子の羊飼い
3. 第三小節 水の都
4. 第四小節 時の支配者
5. 第五小節 不死なる者
6. 第六小節 カーニバル 前編
7. 第七小節 カーニバル 後編
8. 第八小節 母なるもとへ

## ドラマCD+DVD
- 『Drama Album Vie Durant』
  1. （2003年9月26日発売 マリン・エンタテインメント） MMCC-1201
  2. （2003年11月21日発売 マリン・エンタテインメント） MMCC-1202
  3. （2004年9月24日発売 マリン・エンタテインメント） MMCC-1204
  4. 『[Prince Noir-avant-]』 （2005年8月28日発売 マリン・エンタテインメント） ANI-1028
  5. 『[Prince Noir-apres-]』 （2005年9月24日発売 マリン・エンタテインメント） ANI-1029
- 『ヴィ・ジュアル サウンドドラマDVD Vie Durant』 （2004年2月25日発売 マリン・エンタテインメント） MMBV-1201
- Vie Durantシリーズ Drama Album 『BASILISK』 （2004年5月21日発売 マリン・エンタテインメント） MMBV-1203
- 『Vie Durant Event Memorial Special Drama Single [Vai&D]』 （2005年8月7日発売 マリン・エンタテインメント） ANI-1031

## 演劇
『Vie Durantシリーズ LR（エル・アール）』が、2007年11月29日から12月2日にかけて遊空間がざびぃにて公演された。出演者は全員が男性声優集団be-Viesで、岩崎匡浩、高岡正和、山田敦史、白井浩二、根来武志、吉村和紘、ゲストとして高橋龍司、西島潤。声の出演に松風雅也。ピアノ演奏は栗田優。原案を加賀家史生、演出を雨埜木、響士朗、脚本を烏丸涼が担当。